# WEIZAC

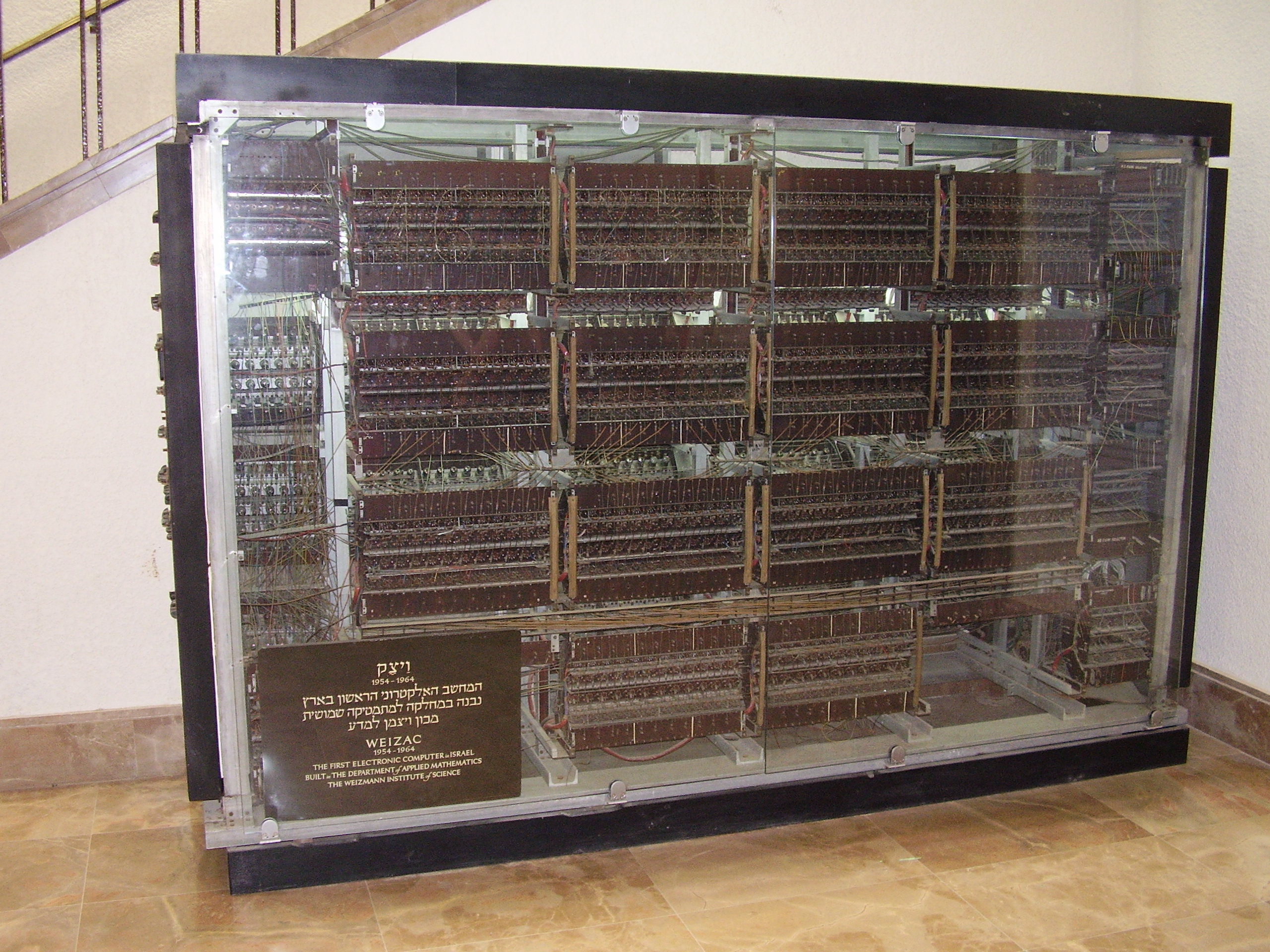
WEIZAC a día de hoy

WEIZAC (Weizmann Automatic Computer) fue el primer ordenador de Israel y uno de los primeros del mundo que almacenaba sus programas.
Fue construido por el Instituto Weizmann de Ciencias durante 1954-1955, con base en el Instituto de Estudios Avanzados (IAS) mediante una arquitectura desarrollada por John von Neumann. El WEIZAC estuvo en funcionamiento hasta el 29 de diciembre de 1963, y fue reemplazado por el GOLEM.
Como otros ordenadores de este periodo, este fue un tipo de máquina que no podía intercambiar programas con otros ordenadores (incluidos otras máquinas del IAS).

## El comienzo
El proyecto WEIZAC se inició con el catedrático Chaim L. Pekeris, que trabajo en el IAS a la vez que la máquina IAS de von Neuman había sido diseñada. Jaim Weizmann, el futuro Presidente de Israel, pidió a Pekeris que estableciera el departamento de matemáticas aplicadas en el instituto Weizman, y Pekeris quería tener un ordenador similar al conseguido allí. Pekeris quería esto como método para solucionar la ecuación de la marea de Laplace para los océanos de la Tierra, y también para el beneficio de toda la comunidad científica de Eretz Israel, incluyendo el ministerio de defensa.
En julio de 1947, en un comité de consulta para el Departamento de Matemáticas Aplicadas, discutieron el plan de construcción del ordenador. Entre los miembros del comité estaba Albert Einstein, quien no encontró la idea razonable, y John von Neumann que la apoyaba. En una conversación, a von Neuman le preguntaron: “¿Que hará este diminuto país con un ordenador eléctrico?” El respondió: ”No os preocupéis por ese problema. Si nadie más usa el ordenador, Pekeris lo usara todo el tiempo”.
Al final la decisión fue proseguir con el plan. Chaim Weismann asignó 50 000 $ para el proyecto - el 20 % del total del presupuesto del Instituto Weizman.
En 1952, Gerald Estrin, un ingeniero de investigación del proyecto von Neuman, fue elegido para dirigir el proyecto. El llegó a Israel con su mujer Thelma, quien era una ingeniera eléctrica también involucrada en el proyecto. Ellos trajeron consigo esquemas pero no partes para el ordenador. Estrin después comento “Si nosotros hubiéramos diseñado sistemáticamente un detallado plan de ejecución probablemente hubiéramos cancelado el proyecto”. Después de su llegada, la impresión de Estrin fue que además de Pekeris, los demás científicos Israelíes pensaban que era ridículo construir un ordenador en Israel.
Para reclutar una plantilla especializada para el proyecto, se publicó un anuncio en el periódico. Pero la mayoría de los candidatos no tenían un historial previo en educación porque la mayoría se habían perdido en el Holocausto o habían emigrado, pero en los ciernes de la comunidad técnica de Israel todo el mundo se conocía mutuamente. El proyecto WEIZAC también dio una oportunidad a los matemáticos e ingenieros para trasladarse a Eretz Israel sin tener que sacrificar sus carreras profesionales.

## Especificaciones
WEIZAC era un ordenador asíncrono que trabajaba con palabras de 40 bits. Sus instrucciones estaban formadas por 20 bits: 8 bits para el código de instrucciones y 12 bits para la dirección. Para las E/S se utilizaba una cinta de papel perforada, que en 1958 sería sustituida por la cinta magnética. La memoria fue inicialmente un tambor magnético que contenía 1024 palabras, y fue reemplazado más tarde por una memoria más rápida con 4096 palabras de memoria. En 1961 la memoria se amplió con dos módulos adicionales de 4096 palabras,

## Usos
A finales de 1955, WEIZAC realizó su primer cálculo. Posteriormente fue utilizado para estudiar problemas como cambios en la marea en todo el mundo, los terremotos, la espectroscopia atómica, la cristalografía de rayos X, los métodos de paseo aleatorio, análisis numérico y mucho más. El equipo descubrió que existía un punto anfidrómico en el Atlántico Sur en el que la marea no cambia. También se calculó la relación entre un núcleo de helio y sus dos electrones, y arrojó resultados que fueron más tarde confirmado experimentalmente por el Laboratorio Nacional de Brookhaven.
WEIZAC se mantuvo constantemente ocupado, y los usuarios (especialmente los de otras instituciones) se sentían cada vez más frustrados por no poder conseguir tiempo de cálculo, y exigieron más equipos que estuvieran disponibles. El éxito del WEIZAC llevó al reconocimiento de la necesidad de tener computadores y tecnología digital en Israel, y en última instancia, sentó las bases para la industria de ordenadores y de la tecnología en Israel.

## Reconocimientos
El 5 de diciembre de 2006, WEIZAC fue reconocido por el IEEE como uno de los pilares en la historia de la ingeniería electrónica y de la computación, y el equipo que lo construyó fue recompensado con "La medalla WEIZAC".